# Elvange (Moselle)
Elvange település Franciaországban, Moselle megyében. Lakosainak száma 419 fő (2022. január 1.). Elvange Créhange, Flétrange, Guinglange, Hémilly és Mainvillers községekkel határos.

## Népesség
A település népességének változása:
| Lakosok száma | 284  | 310  | 337  | 375  | 364  | 376  | 398  | 418  | 418  | 419  |
|               | 1968 | 1982 | 1990 | 2006 | 2013 | 2015 | 2017 | 2019 | 2020 | 2022 |